# Elena Stancanelli
Elena Stancanelli (Firenze, 19 aprile 1965) è una scrittrice e sceneggiatrice italiana.

## Biografia
Fiorentina di nascita e di studi (laureata a Firenze in Lettere moderne), si trasferisce a vivere a Roma, dove ha frequentato l'Accademia nazionale d'arte drammatica. Nel frattempo intraprende la carriera letteraria, partecipando al Premio Giuseppe Berto e vincendolo con Benzina, pubblicato da Einaudi nel 1998. Da quest'ultimo e dal suo successivo romanzo, Le attrici (2001, Einaudi), la regista Monica Stambrini ha tratto il film Benzina (2001).
Elena Stancanelli è anche autrice di racconti, pubblicati su riviste e rotocalchi (Max, Amica, Gulliver, Tutte Storie, Cosmopolitan, Marie Claire) e su alcuni quotidiani nazionali (Il Secolo XIX, Corriere della Sera). Collaboratrice del quotidiano la Repubblica, scrive anche su il manifesto e La Stampa. Ha partecipato all'album tributo ai Diaframma, Il Dono, cantando la canzone Amsterdam. Nel 2016 il suo La femmina nuda è candidato al Premio Strega e vincitore del Premio Vittoriano Esposito.  Ha fondato e presiede “Piccoli Maestri”, un’associazione di scrittori e scrittrici che si pone l'obiettivo di promuovere la lettura nelle scuole.

## Opere
- Benzina, Giulio Einaudi Editore, Torino, 1998 (da cui è tratto l'omonimo film del 2001, diretto da Monica Stambrini)
- Le attrici, Giulio Einaudi Editore, Torino, 2001
- Firenze da piccola, Casa editrice Giuseppe Laterza & figli, Roma-Bari, 2006
- A immaginare una vita ce ne vuole un'altra, minimum fax, Roma, 2007
- Mamma o non Mamma con Carola Susani, Feltrinelli, Milano, 2009
- Un uomo giusto, Giulio Einaudi Editore coll. Stile libero Big, 2011 ISBN 978-88-06-20428-0
- La femmina nuda, La Nave di Teseo coll. Oceani, 2016
- Venne alla spiaggia un assassino, La Nave di Teseo coll. Oceani, 2019
- Il tuffatore, La Nave di Teseo, 2022

## Sceneggiature
- Benzina, regia di Monica Stambrini (2002)
- Le sorelle Macaluso, regia di Emma Dante (2020)
- Marina Cicogna - La vita e tutto il resto, regia di Andrea Bettinetti (2021)
- Misericordia, regia di Emma Dante (2023)